# Tararua versuta
Tararua versuta är en spindelart som beskrevs av Forster och Wilton 1973. Tararua versuta ingår i släktet Tararua och familjen trattspindlar. Inga underarter finns listade i Catalogue of Life.